# 費曼斜線標記
在研究量子場論的狄拉克場時，理查德·費曼發明了方便的費曼斜線標記（英語：Feynman slash notation，有時也叫狄拉克斜線標記，但不常用）。
若A為共變向量（即1-形式），則使用了費曼斜線標記的A的定義為：
{\displaystyle A\!\!\!/\ {\stackrel {\mathrm {def} }{=}}\ \gamma ^{\mu }A_{\mu }}
上式使用了愛因斯坦求和約定，其中γ為狄拉克矩陣.

## 恆等式
透過使用狄拉克矩陣的反對易關係，可以證明任何{\displaystyle a_{\mu }}與{\displaystyle b_{\mu }}滿足
{\displaystyle a\!\!\!/a\!\!\!/=a^{\mu }a_{\mu }=a^{2}}
{\displaystyle a\!\!\!/b\!\!\!/+b\!\!\!/a\!\!\!/=2a\cdot b\,}。
特別是，
{\displaystyle \partial \!\!\!/^{2}=\partial ^{2}}。
透過直接將狄拉克矩陣恆等式中的度量張量換成內積則可得出更多的恆等式。例如，
{\displaystyle \operatorname {tr} (a\!\!\!/b\!\!\!/)=4a\cdot b}
{\displaystyle \operatorname {tr} (a\!\!\!/b\!\!\!/c\!\!\!/d\!\!\!/)=4\left[(a\cdot b)(c\cdot d)-(a\cdot c)(b\cdot d)+(a\cdot d)(b\cdot c)\right]}
{\displaystyle \operatorname {tr} (\gamma _{5}a\!\!\!/b\!\!\!/c\!\!\!/d\!\!\!/)=4i\epsilon _{\mu \nu \lambda \sigma }a^{\mu }b^{\nu }c^{\lambda }d^{\sigma }}
{\displaystyle \gamma _{\mu }a\!\!\!/\gamma ^{\mu }=-2a\!\!\!/}.
{\displaystyle \gamma _{\mu }a\!\!\!/b\!\!\!/\gamma ^{\mu }=4a\cdot b\,}
{\displaystyle \gamma _{\mu }a\!\!\!/b\!\!\!/c\!\!\!/\gamma ^{\mu }=-2c\!\!\!/b\!\!\!/a\!\!\!/\,}
其中
{\displaystyle \epsilon _{\mu \nu \lambda \sigma }\,}為列維-奇維塔符號。

## 在四維動量上
很多時候，為計算出截面而解狄拉克方程時，會發現四維動量上出現費曼斜線標記：
使用{\displaystyle \gamma \,}的狄拉克基表示
{\displaystyle \gamma ^{0}={\begin{pmatrix}I&0\\0&-I\end{pmatrix}},\quad \gamma ^{i}={\begin{pmatrix}0&\sigma ^{i}\\-\sigma ^{i}&0\end{pmatrix}}\,}
以及四維動量的定義
{\displaystyle p_{\mu }=\left(E,-p_{x},-p_{y},-p_{z}\right)\,}
可明確地得出
{\displaystyle {\begin{aligned}p\!\!/&=\gamma ^{\mu }p_{\mu }=\gamma ^{0}p_{0}-\gamma ^{i}p_{i}\\&={\begin{bmatrix}p_{0}&0\\0&-p_{0}\end{bmatrix}}-{\begin{bmatrix}0&\sigma ^{i}p_{i}\\-\sigma ^{i}p_{i}&0\end{bmatrix}}\\&={\begin{bmatrix}E&-\sigma \cdot {\vec {p}}\\\sigma \cdot {\vec {p}}&-E\end{bmatrix}}\end{aligned}}}
使用其他基也能得出相同的結果，例如外爾基。

## 另見
- 狄拉克矩陣